# Caja Rural/Saison 2012
Dieser Artikel listet Erfolge und Fahrer des Radsportteams Caja Rural in der Saison 2012 auf.

## Erfolge in der UCI WorldTour
Bei den Rennen der UCI WorldTour im Jahr 2012 gelangen dem Team nachstehende Erfolg.
| Datum        | Rennen                     | Sieger         |
| ------------ | -------------------------- | -------------- |
| 2. September | 15. Etappe Vuelta a España | Antonio Piedra |

## Erfolge in der UCI Europe Tour
Bei den Rennen der UCI Europe Tour im Jahr 2012 gelangen dem Team nachstehende Erfolge.
| Datum      | Rennen                                       | Kat. | Sieger          |
| ---------- | -------------------------------------------- | ---- | --------------- |
| 13. April  | 1. Etappe Vuelta a Castilla y León           | 2.1  | Manuel Cardoso  |
| 15. April  | 3. Etappe Vuelta a Castilla y León           | 2.1  | Yelko Gómez     |
| 13. Mai    | Rogaland Grand Prix                          | 1.1  | Antonio Piedra  |
| 17. Mai    | 2. Etappe Circuit de Lorraine                | 2.1  | Francesco Lasca |
| 24. Juni   | Portugiesische Meisterschaft – Straßenrennen | CN   | Manuel Cardoso  |
| 01. Juli   | Bulgarische Meisterschaft – Straßenrennen    | CN   | Danail Petrow   |
| 17. August | 2. Etappe Volta a Portugal                   | 2.1  | Francesco Lasca |

## Abgänge – Zugänge
| Zugänge                    | Team 2011                     | Abgänge            | Team 2012                     |
| -------------------------- | ----------------------------- | ------------------ | ----------------------------- |
| Francisco Javier Aramendia | Euskaltel-Euskadi             | José Herrada       | Movistar                      |
| Manuel Cardoso             | Team RadioShack               | Javier Moreno      | Movistar                      |
| Antonio Piedra             | Andalucía Caja Granada        | Oleh Tschuschda    | Accent Jobs-Willems Veranda’s |
| David de la Fuente         | Geox-TMC                      | Egoitz García      | Cofidis, le Crédit en Ligne   |
| Danail Petrow              | Konya Torku Şeker Spor-Vivelo | Joaquín Sobrino    | SP Tableware Cycling Team     |
| Marcos García              | KTM-Murcia                    | Diego Milán        | Aro & Pedal-Inteja            |
| Hernâni Broco              | LA-Antarte                    | Víctor de la Parte | Bicilokura CDC                |
| André Cardoso              | Tavira-Prio                   | Íñigo Cuesta       | Karriereende                  |
| Karol Domagalski           | Neoprofi                      | Higinio Fernández  | Unbekannt                     |
| Yelko Gómez                | Neoprofi                      | Guillermo Lana     | Unbekannt                     |
| Francesco Lasca            | Neoprofi                      | Rubén Martínez     | Unbekannt                     |
| Enzo Moyano                | Neoprofi                      | Arturo Mora        | Unbekannt                     |
|                            |                               | Rubén Reig         | Unbekannt                     |

## Mannschaft
| Name                       | Geburtstag        | Nationalität |              |
| -------------------------- | ----------------- | ------------ | ------------ |
| Francisco Javier Aramendia | 5. Dezember 1986  | Spanien      |              |
| Garikoitz Bravo            | 31. Juli 1989     | Spanien      |              |
| Hernâni Broco              | 13. Juni 1981     | Portugal     |              |
| André Cardoso              | 3. September 1984 | Portugal     |              |
| Manuel Cardoso             | 7. April 1983     | Portugal     |              |
| David de la Cruz           | 6. Mai 1989       | Spanien      |              |
| Karol Domagalski           | 8. September 1989 | Polen        |              |
| Fabricio Ferrari           | 3. Juni 1985      | Uruguay      |              |
| David de la Fuente         | 4. Mai 1981       | Spanien      |              |
| Aitor Galdós               | 9. November 1979  | Spanien      |              |
| Marcos García              | 4. Dezember 1986  | Spanien      |              |
| Yelko Gómez                | 9. März 1989      | Panama       |              |
| Francesco Lasca            | 29. März 1988     | Italien      |              |
| Enzo Moyano                | 15. Februar 1989  | Argentinien  |              |
| Danail Petrow              | 5. Februar 1978   | Bulgarien    |              |
| Antonio Piedra             | 10. Oktober 1985  | Spanien      |              |
| Alexander Rjabkin          | 1. Mai 1989       | Russland     |              |
| Igor Romero                | 11. Juli 1986     | Spanien      |              |
| Julián Sánchez             | 26. Februar 1980  | Spanien      |              |
| Stagiaires                 | Stagiaires        | Nationalität | Nationalität |
| Jesús del Pino             | Jesús del Pino    | Spanien      |              |
| Ramón Domene               | Ramón Domene      | Spanien      |              |
| Antton Ibarguren           | Antton Ibarguren  | Spanien      |              |